# Rover P4
Rover P4 – сімейство середньорозмірних представницьких седанів, що виготовлялись Rover Company протягом 1949-1964 рр. Розроблені інженером Гордоном Бешфордом.
Найменування «Р4» є заводським позначенням й не широко використовується серед звичних користувачів, серед котрих автомобілі популярні як, наприклад, Rover 90 чи Rover 100.
Виробництво розпочалось у 1949 р. з 6-циліндрового 2,1-літрового Rover 75. Чотири роки потому 2-літровий 4-циліндровий Rover 60 доповнив лінійку з «Ровер 75» та 2,6-літровим «Ровер 90». З’явились подальші модифікації. Rover P4 є значною частиною британської культури, відомий як «тітонька» («Auntie») автомобілів «Ровер». Даним автомобілем користувались представники королівської влади, зокрема Грейс Келлі.
У вересні 1958 р. серія Р4 доповнилася консервативним Rover 3-litre P5, однак виробництво Р4 не припинялось до 1964 р. й появи наступника – Rover 2000.

## Розробка
На ранніх автомобілях використовували двигуни від Rover 75 1948 р. Механічна 4-ступенева коробка передач спочатку мала важіль перемикання на кермі, а з вересня 1953 р. на підлозі. Спочатку синхронізатори мали тільки третя та четверта передачі, однак, з 1953 р., синхронізатор з’явився й на другій. Зчеплення з обгінною муфтою, традиційна особливість Rover, встановлювалось на автомобілях без підвищувальної передачі до середини 1959 р. Механізм зник з автомобілів незадовго до Лондонського автосалону у жовтні цього ж 1959 р.
Автомобілі мали окреме шасі (рамну конструкцію), передню незалежну пружинну підвіску та суцільний ведучий міст на напівеліптичних ресорах ззаду. Гальма ранніх автомобілів мали гібридний гідромеханічний привід, що з 1950 р. став повністю гідравлічним. Дискові передні гальма Girling замінили барабанні з жовтня 1959 р.
Усі панелі кузова виготовлялись компанією Pressed Steel («Пресована Сталь»). Для дверей застосовували алюмінієво-магнієвий сплав (Birmabright), для кришки багажника й капота (до останніх моделей 95/110) сталь для зниження вартості. Р4 є одними з останніх британських автомобілів, з дверима «для самогубців» (навішеними на задніх петлях).

## Rover 75

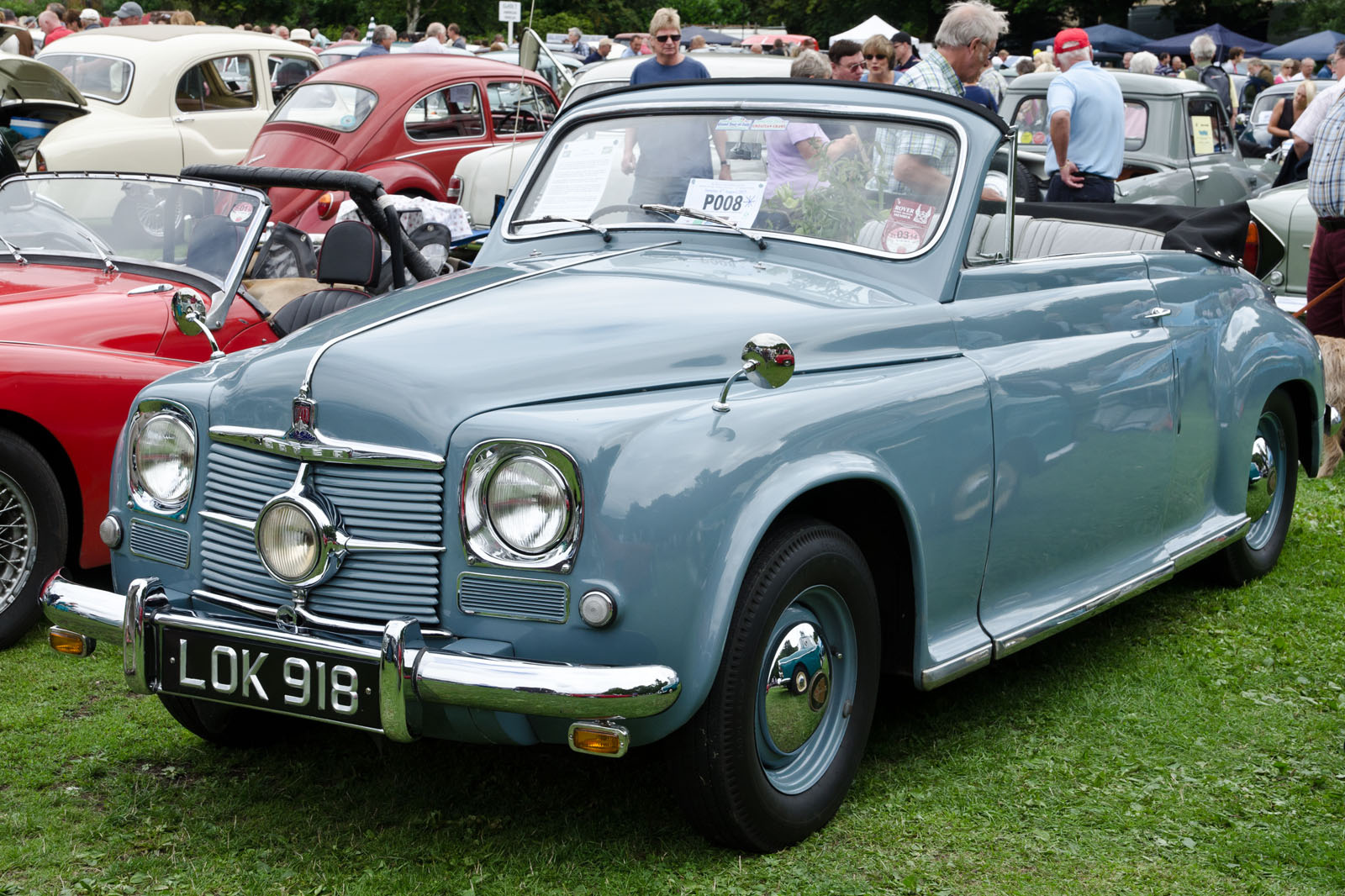
купе кабріолет 1950 р. від фірми Tickford

Анонсований керуючим директором Спенсером Вілксом 23 вересня 1949 р. новий «Ровер 75», був вперше представлений на відкритті Мотор-шоу Іелс Корт (Earls Court Motor Show) 28 вересня 1949 р. Його незвичний сучасний дизайн різко контрастував з застарілими Rover 75 (P3). Зникли традиційний радіатор, окремі фари та виступаючі пороги. На їх місце постала хромована решітка, втоплені фари й обтічний кузов на всю довжину шасі. Важіль перемикання передач знаходився на кермовій колонці.
Зовнішній вигляд запозичений з неоднозначних «Студебекерів» 1947 р. Керівництво компанії придбало два екземпляри й встановили кузов одного з них на шасі прототипа Р4, створивши так званий «мул». У цінній книзі Джеймса Тейлора “Rover P4 – The Complete Story” («Ровер П4 – Повна історія») автор зазначає, що отриманий гібрид називали “Roverbaker”.
Малькольм Бобіт стверджував: «П4 дивиться у майбутнє з запасом, Ровер переміг критиків завдяки новому дизайну автомобілів, створивши поняття шокуючої новизни, на відміну від деяких конкурентів… неймовірність у сміливому стилі Р4». Попередники P3 практично не мали багажника. «Капотоподібне» продовження задньої частини нових автомобілів висміювалось: спереду був відносно малий капот, а тягові колеса знаходились за на відстані від заднього сидіння. Пропорції нового автомобіля відрізнялись від пропорцій інших нових автомобілів.
Іншою, менш подібною особливістю була центрально розміщена на решітці протитуманна фара, на відміну від інших виробників, що встановлювали пару – одну протитуманну та одну фару дальнього світла окремо на бампері. Не по доброму відоме «око циклопа» зникло з нової решітки 23 жовтня 1952 р.
Двигун являв собою потужнішу версію рядного шестициліндрового агрегату попередника - 2,1 л (2103 см³) Rover IOE з хромованими циліндрами, алюмінієвою головкою, вбудованим впускним колектором й парою карбюраторів з горизонтальним потоком замість падаючого. Чотирьохступенева механічна коробка передач мала важіль перемикання на кермі, котрий замінив підлоговий у вересні 1953 р.
Автомобіль протестований журналом The Motor у 1949 р. мав максимальну швидкість у 83,5 миль/год (134,4 км/год) й міг розганятись з 0 до 60 миль/год (97 км/год) за 21,6 с. Витрата палива – 27,8 миль на англійський галон (10,2 л/100 км, 23,1 mpg). Тестовий автомобіль коштував 1106 фунтів включаючи податки. Радіус повороту становив 11 м (37 футів).

### Журнал Road & Track («Дорога та напрямок»)
«…і я чесно вважаю, що сьогодні (окрім ще «Роллс-Ройса») немає кращого автомобіля у світі.» - Боб Діборн, тестувальник з американського журналу Road and Track. Номер дорожнього випробування F-4-52, серпень 1952 р.

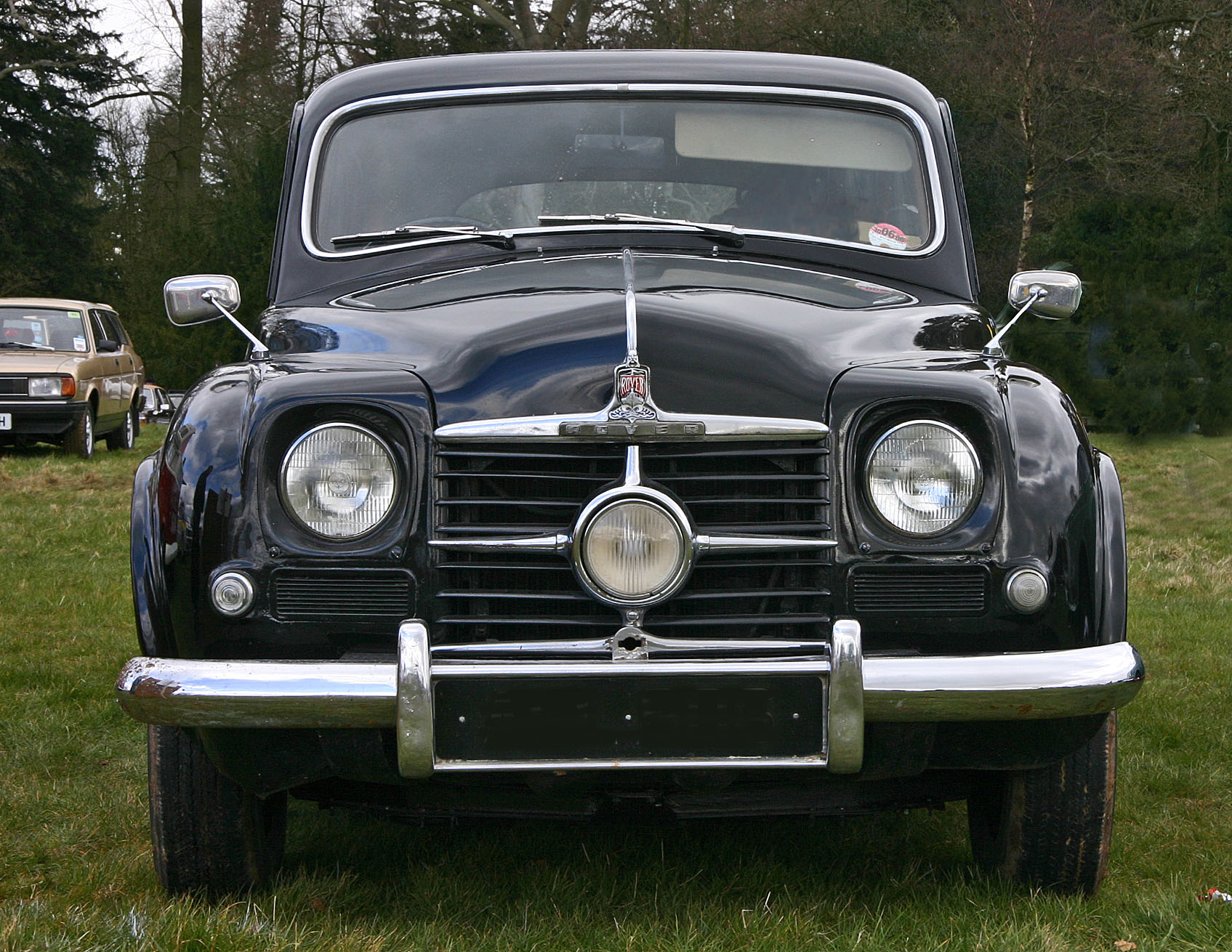
"Циклоп" (1949–1952)
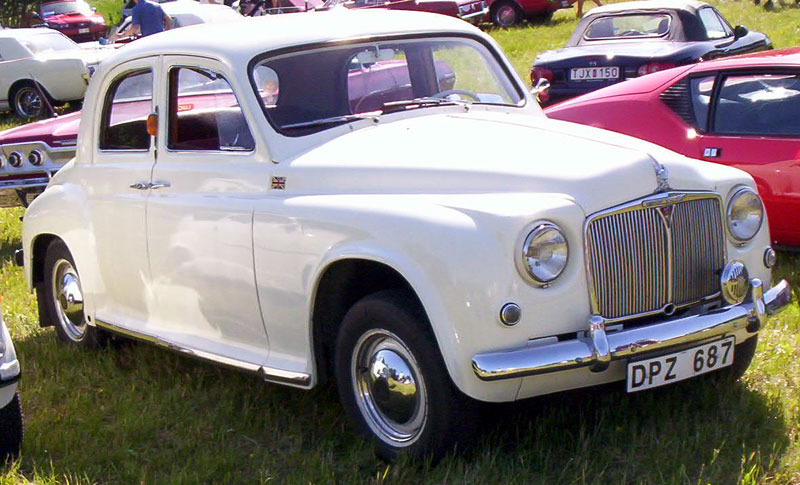
Змінена решітка (1952)
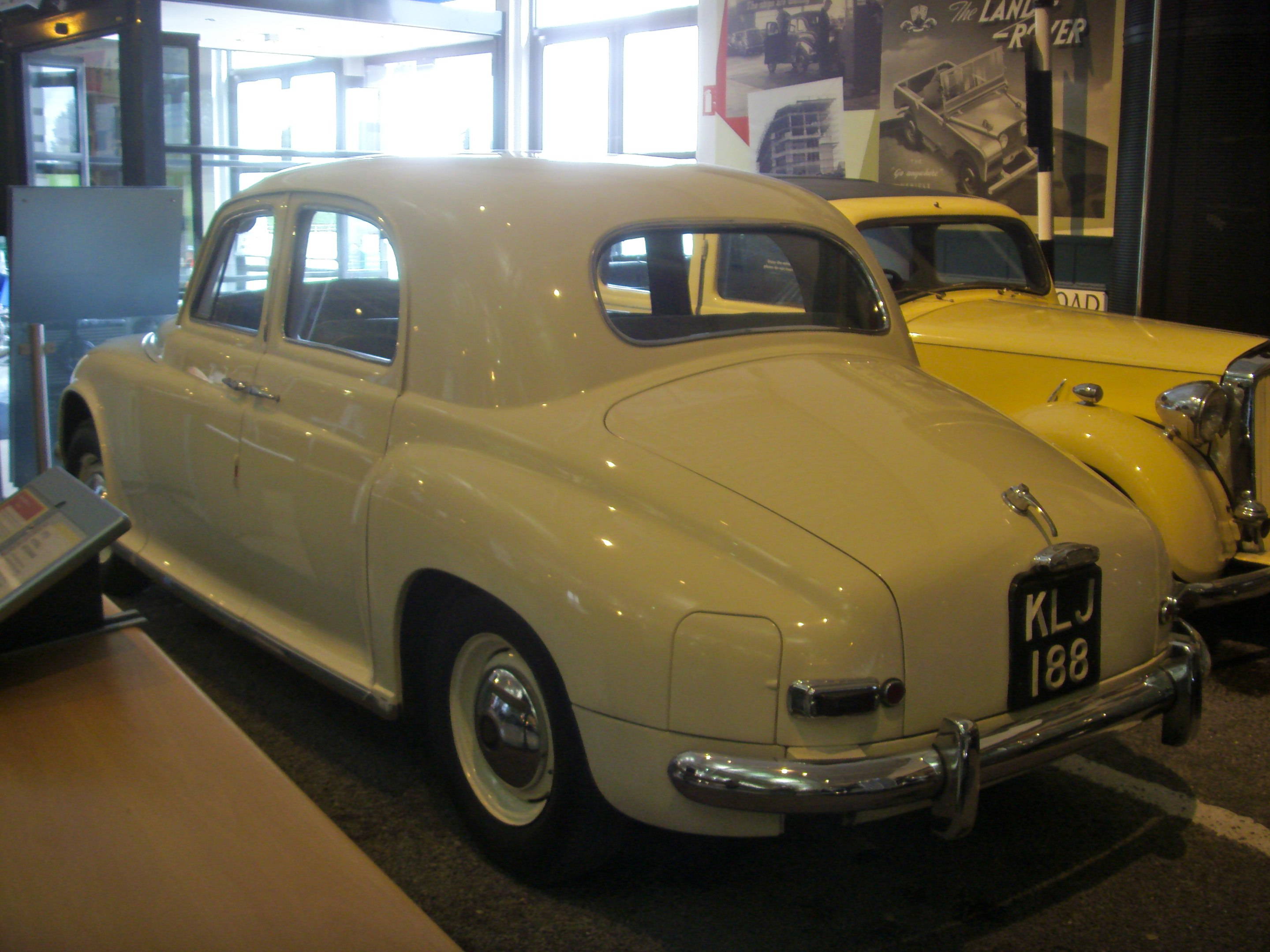
Неоднозначний "качиний зад" (1949–1954)
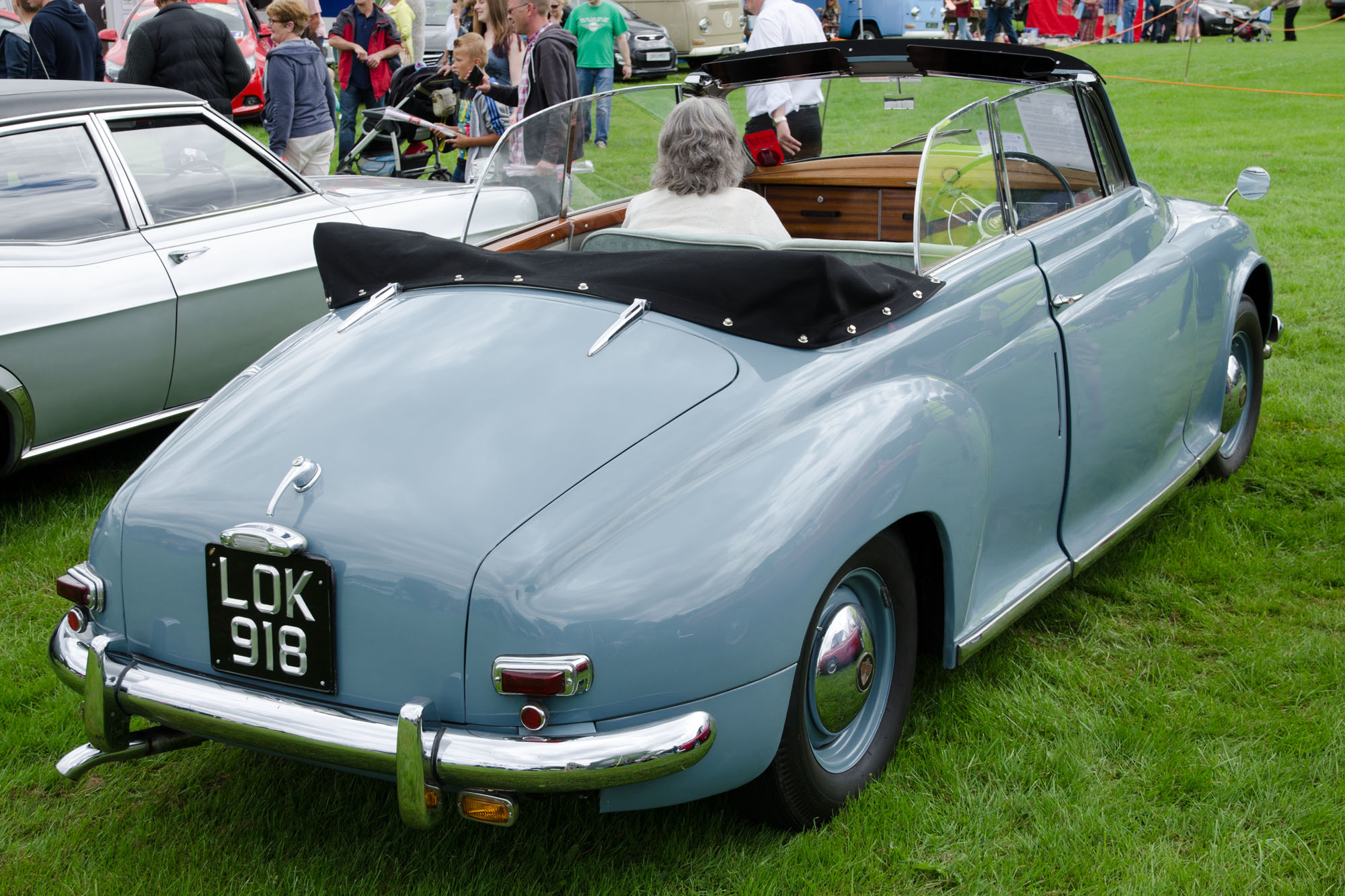
кабріолет від фірми Tickford (1950)

### Розширений модельний ряд

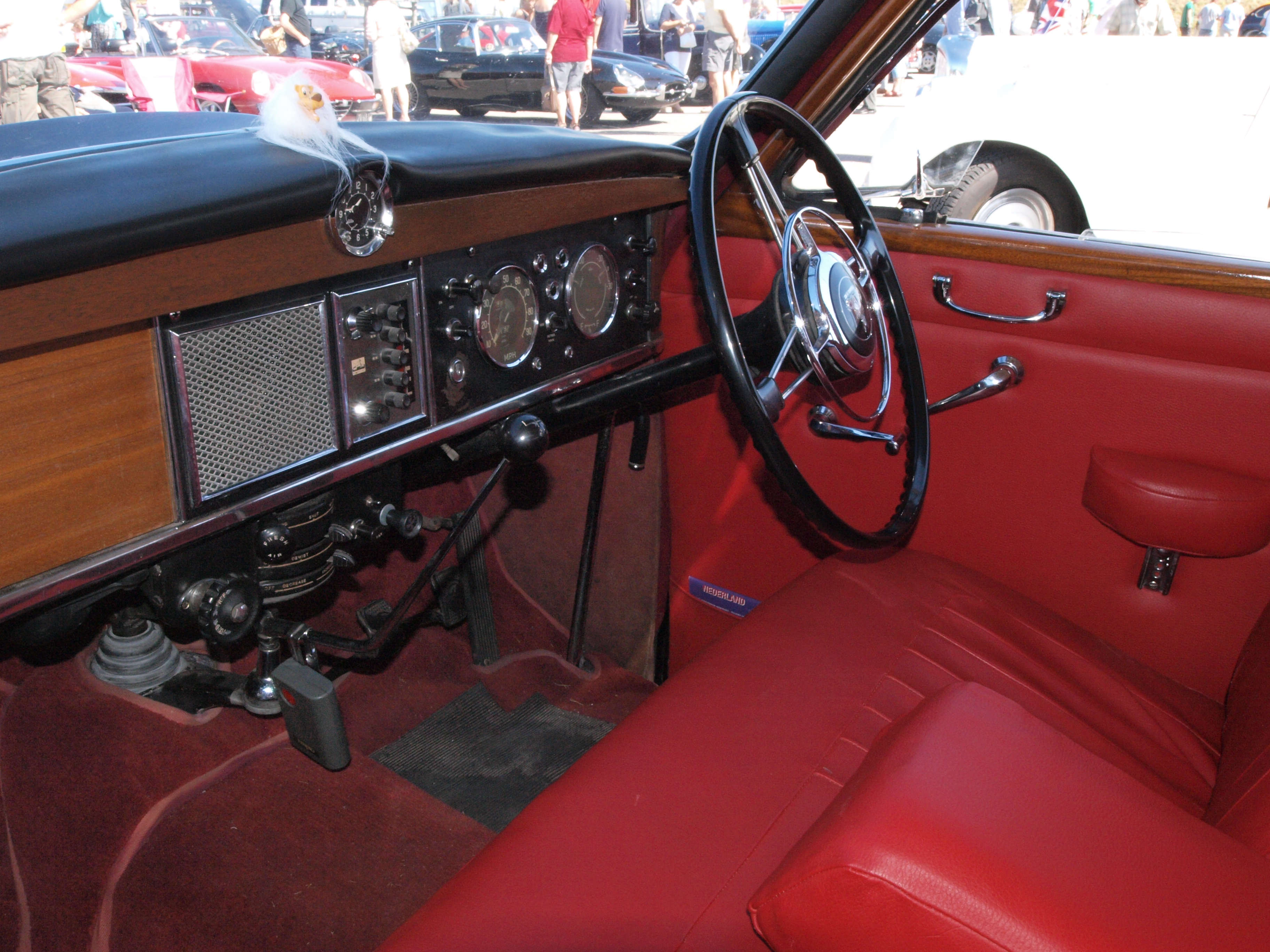
вигнутий важіль стоянкового гальма справа від водія

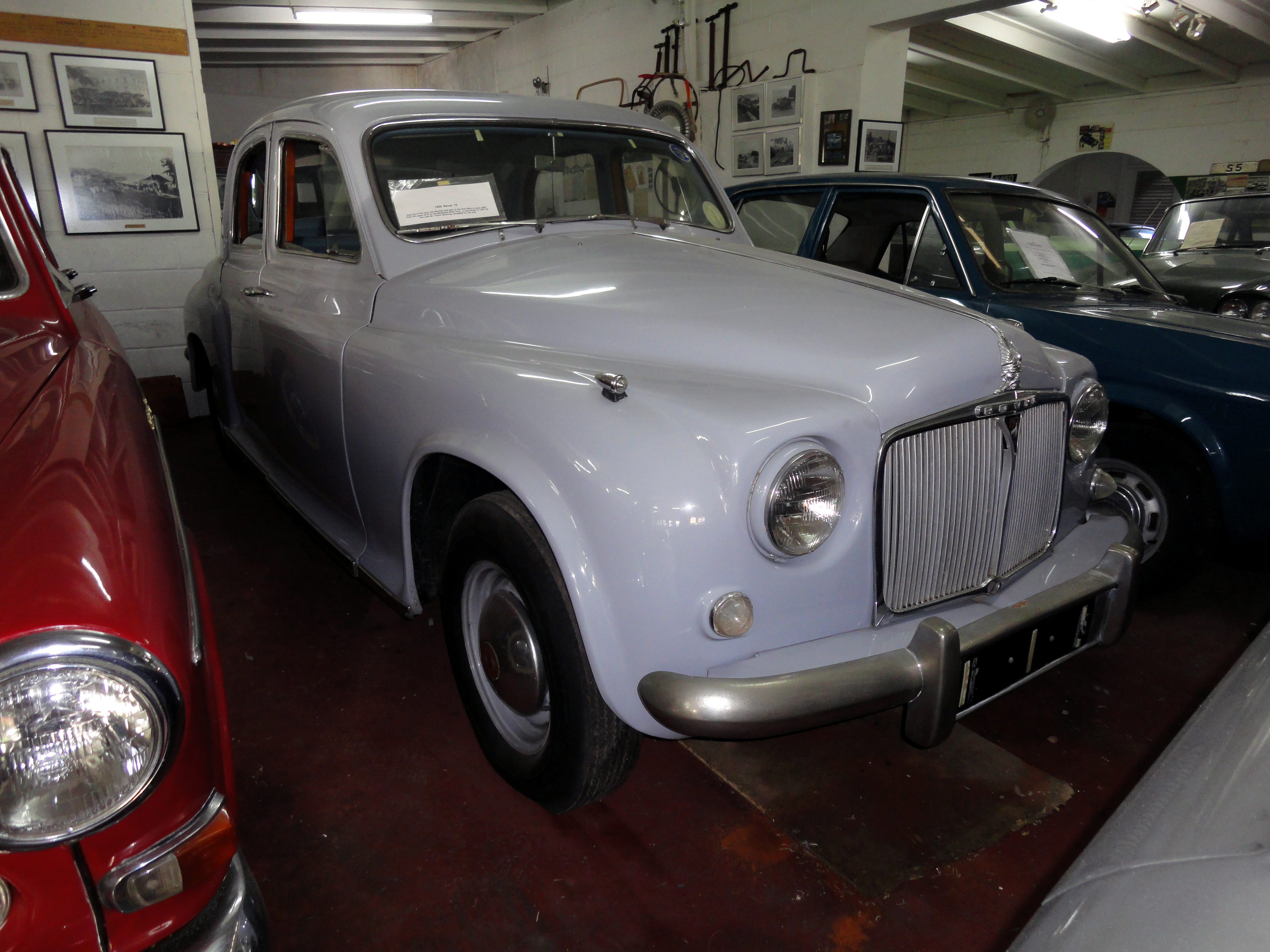
Розташовані на крилах габаритні ліхтарі

Після чотирьох років «одномодельної» політики компанія Rover повернулась до ряду з кількох моделей, що, однак, полягав у використанні трьох різних двигунів. У вересні 1953 р. було анонсовано можливість встановлення 4-циліндрового двигуна на Rover 60 та 2,6-літрового на Rover 90 на додачу до існуючого 2,1-літрового 6-циліндрового у Rover 75. Компанія заявляла про намір «забезпечити більше автомобілістів, що потребують якісний автомобіль з різним ступенем економічних затрат й потужності».
Цього ж дня анонсувались три модифікації, у котрих були:
- вигнутий важіль перемикання передач. попередній, що знаходився на кермі недолюблювали багато автомобілістів через наявну систему ланок і важелів. Викривлена форма нового дозволяла знаходитись трьом на передніх сидіннях.
- габаритні ліхтарі на верхній частині крил, у попереднє місце котрих встановлювались світловідбивачі, а пізніше індикатори повороту.[3]

Також Rover анонсував повне зниження цін серед автомобілів Rover та Land-Rover. Відбулось це через різке падіння експортних та внутрішніх продажів усіх британських автомобілів.

### Новий двигун
Двигун Rover 75 (з механізмом газорозподілу IOE) у жовтні 1954 р. був збільшений до 2,2 л (2230 см3).

### Більший багажник

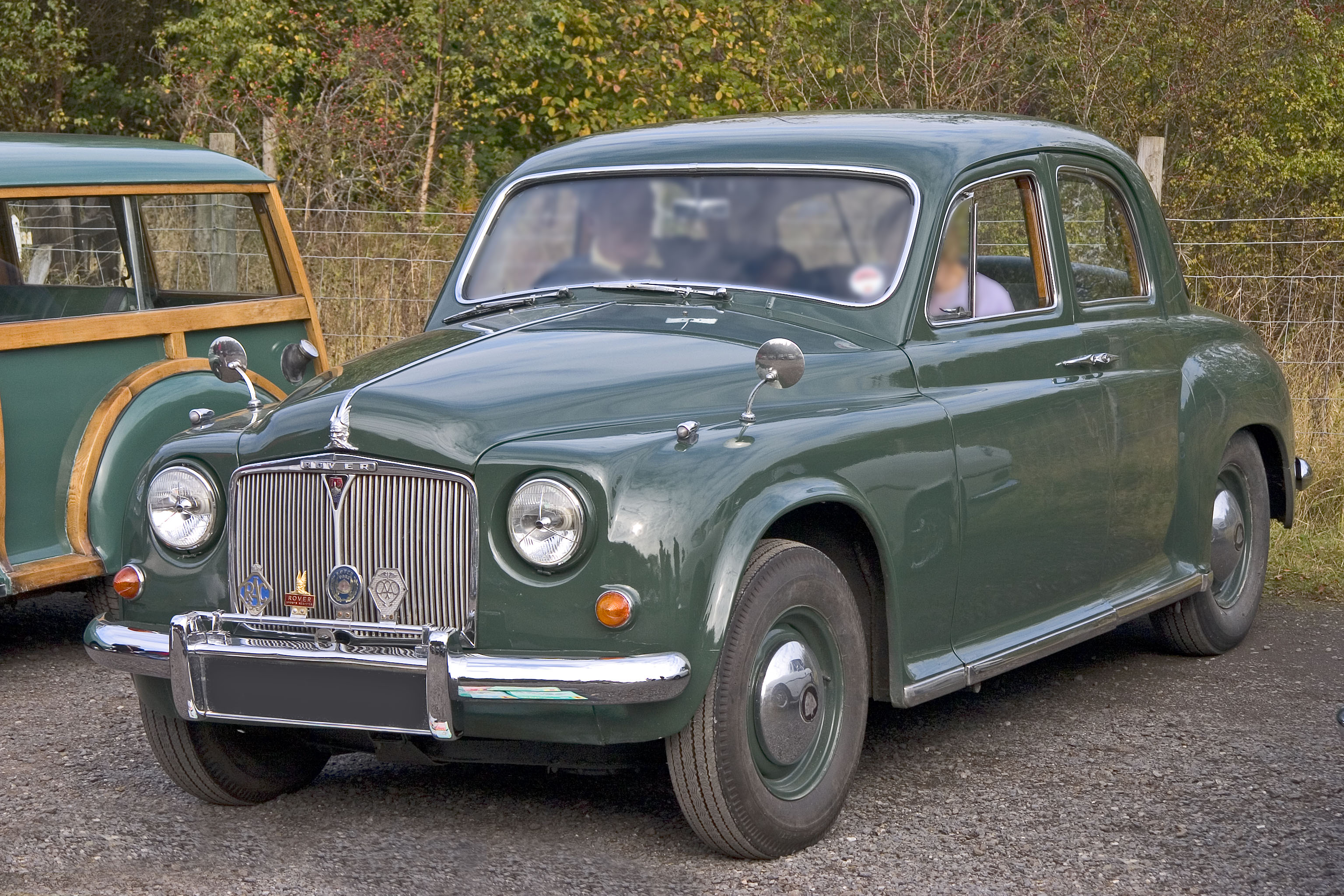
Великий багажник, великі задні вікна, відсутні висувні "поворотники"

Вдосконалений кузов для усіх «Роверів» анонсували 7 жовтня 1954 р. з основними змінами виконаними Девідом Бейчем.
- за рахунок збільшення задньої частини збільшився багажник;
- з'явилось широке заднє скло з трьох частин;
- передні мигаючі оранжеві покажчики повороту з'явились на місці світловідбивачів, іншої конструкції стали задні ліхтарі.[4]

В цей самий час голова Rover оголосив про створення нового заводу для виробництва Land-Rover.

### Окремі сидіння
З вересні 1955 р. на усіх трьох автомобілях, за додаткову плату можна було встановити два окремі сидіння з окремим регулюванням.

### Змінені передні крила
Лінія передніх крил, що, як писала «Таймс» «попередньо надавала автомобілю дещо тупого зовнішнього вигляду», була змінена, з’явились бокові ліхтарі та мигаючі індикатори у різних місцях. Маленький хромовий відбивач на ободку фари дозволяв водію слідкувати за роботою бокових ліхтарів. Підвищувальна передач була опцією. Дані зміни анонсували 11 вересня 1956 р.

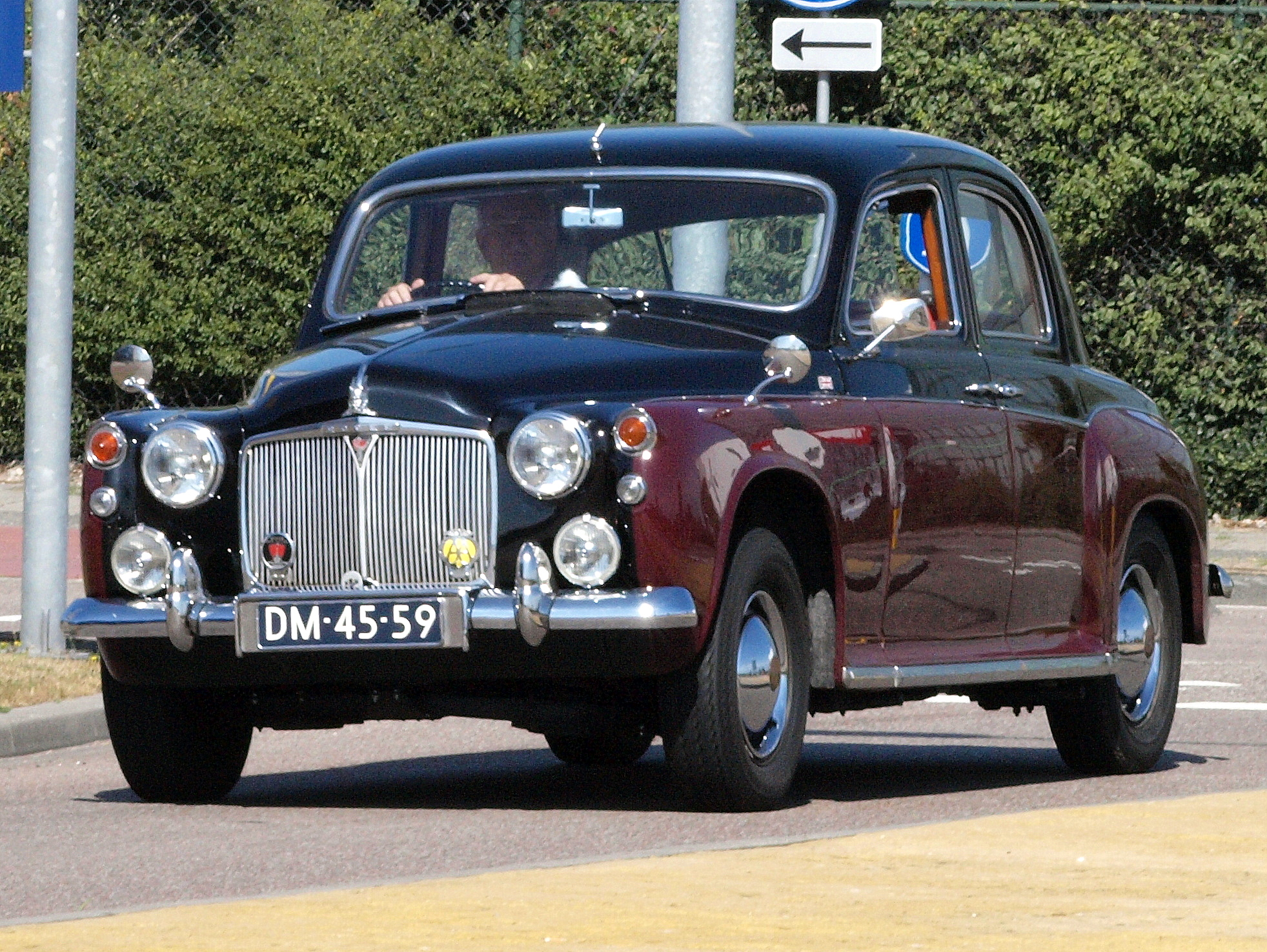
Нові передні крила

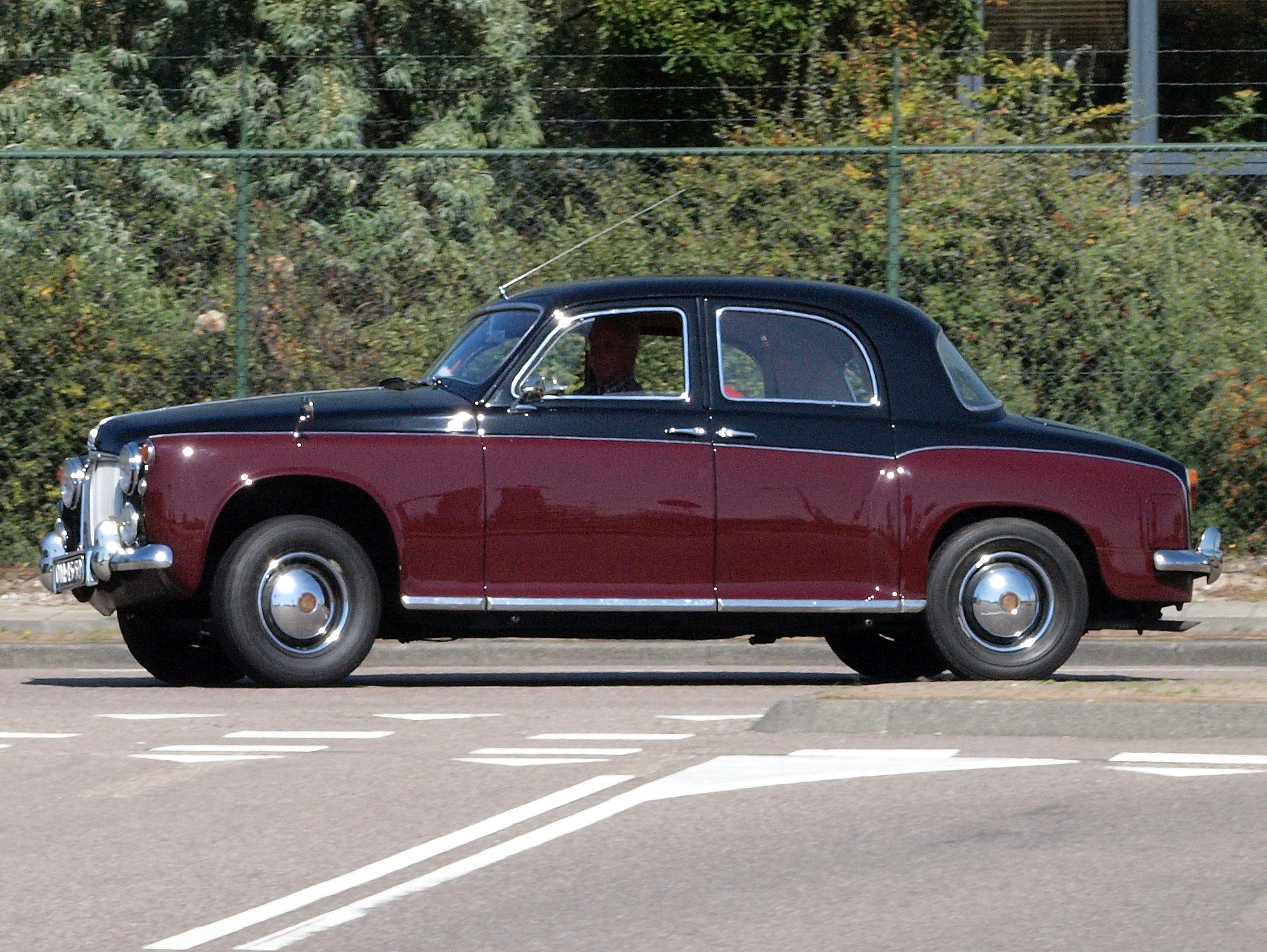
збільшений багажник
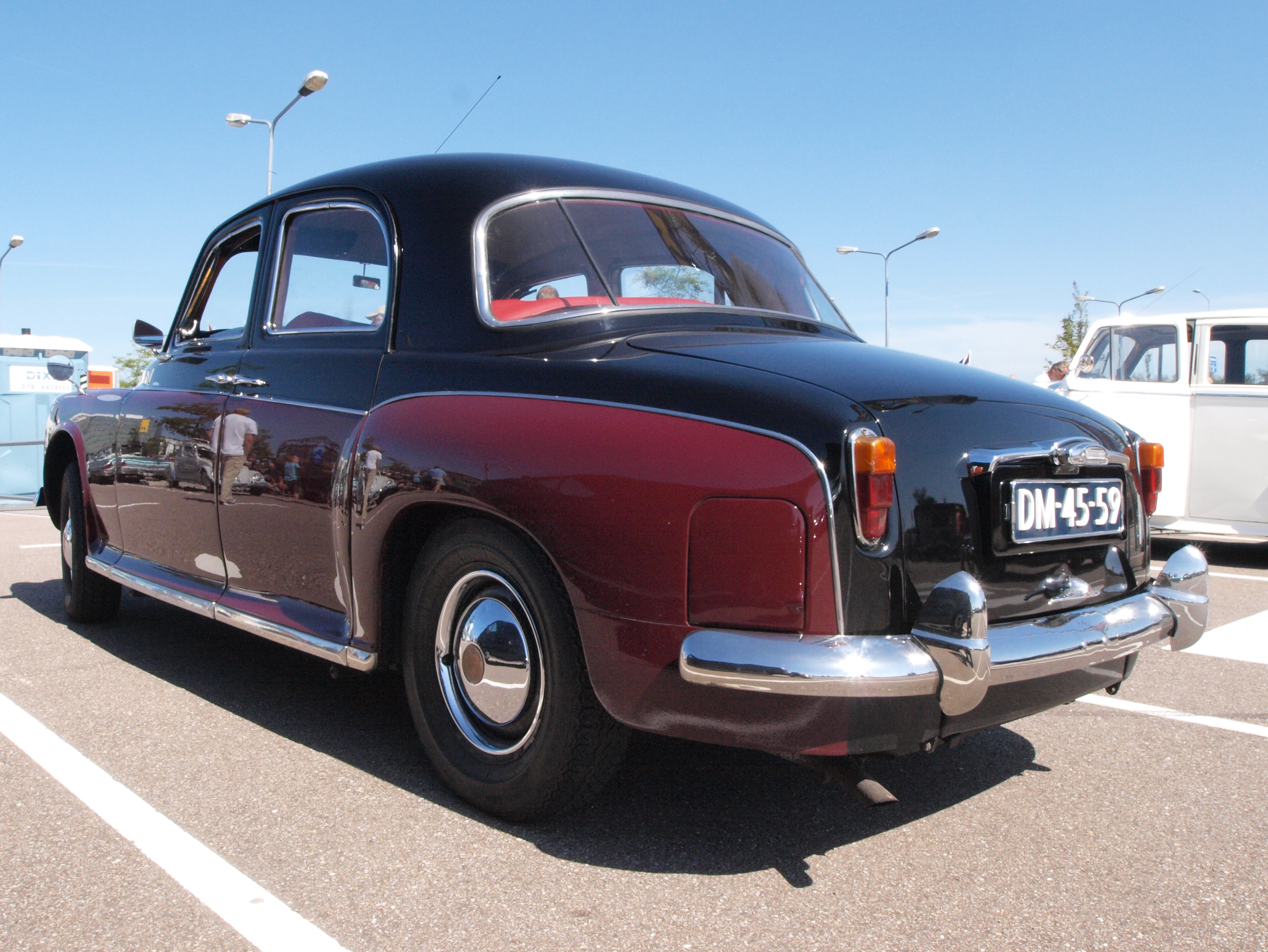
заднє скло з трьох частин

## Rover 60
Rover 60 представили 24 вересня 1953 р., додавши до лінійки ощадливіший 4-циліндровий двигун, однак залишивши решту комплектації аналогічною Rover 75. У цей самий час з’явився Rover 90. Особливий важіль перемикання дозволяв спереду сидіти трьом. Двигун 2,0 л (1997 см3/121 куб. дюймів) 60 к. с. (45 кВт) використовувався на ранніх «Ленд-Роверах», однак у даному випадку мав зміни, зокрема SU-карбюратор. Блок циліндрів був коротший за попередній 6-циліндровий, займав менше місця, що деколи покращувало керованість, компенсуючи брак потужності.

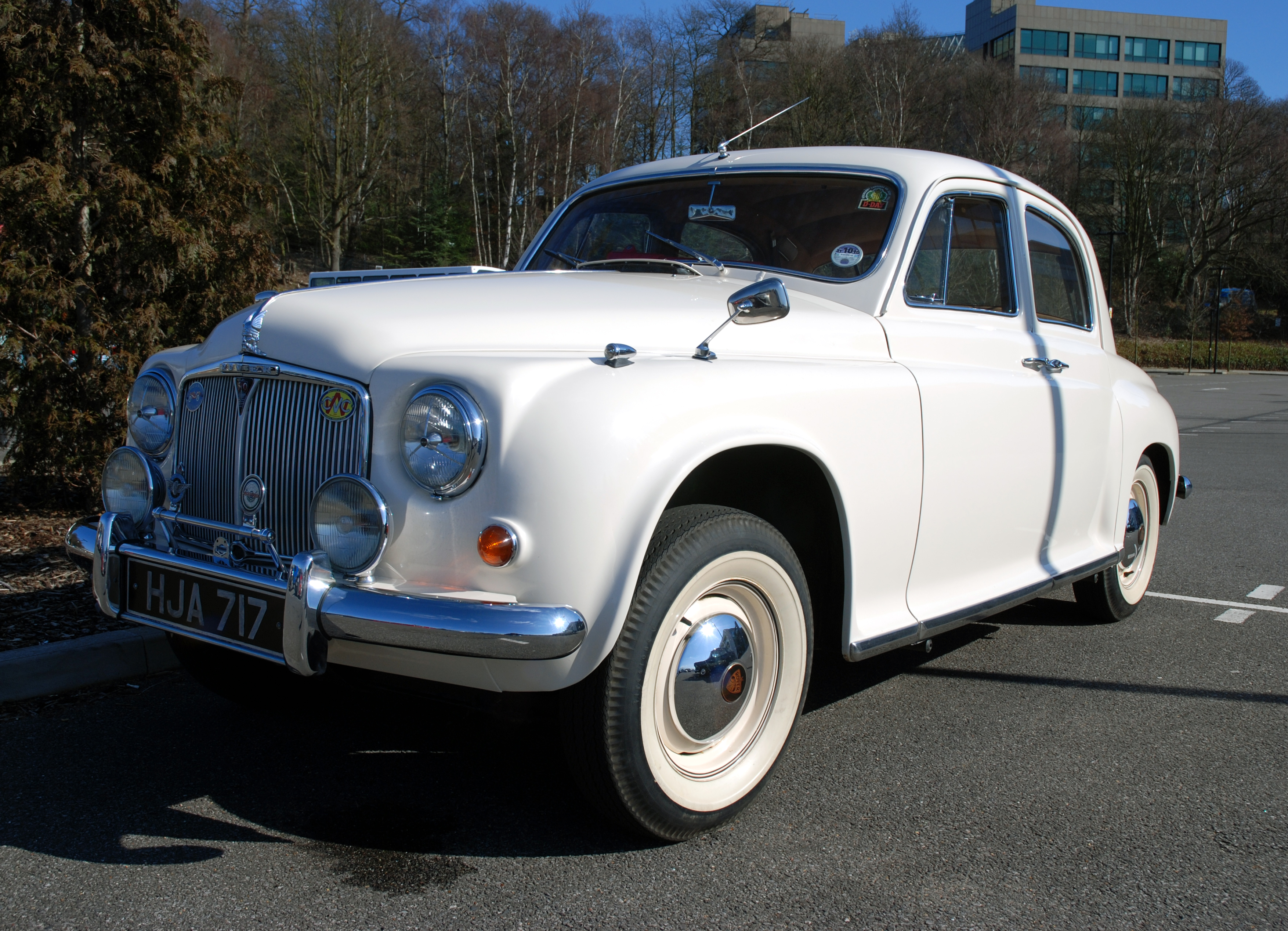
"оригінал"
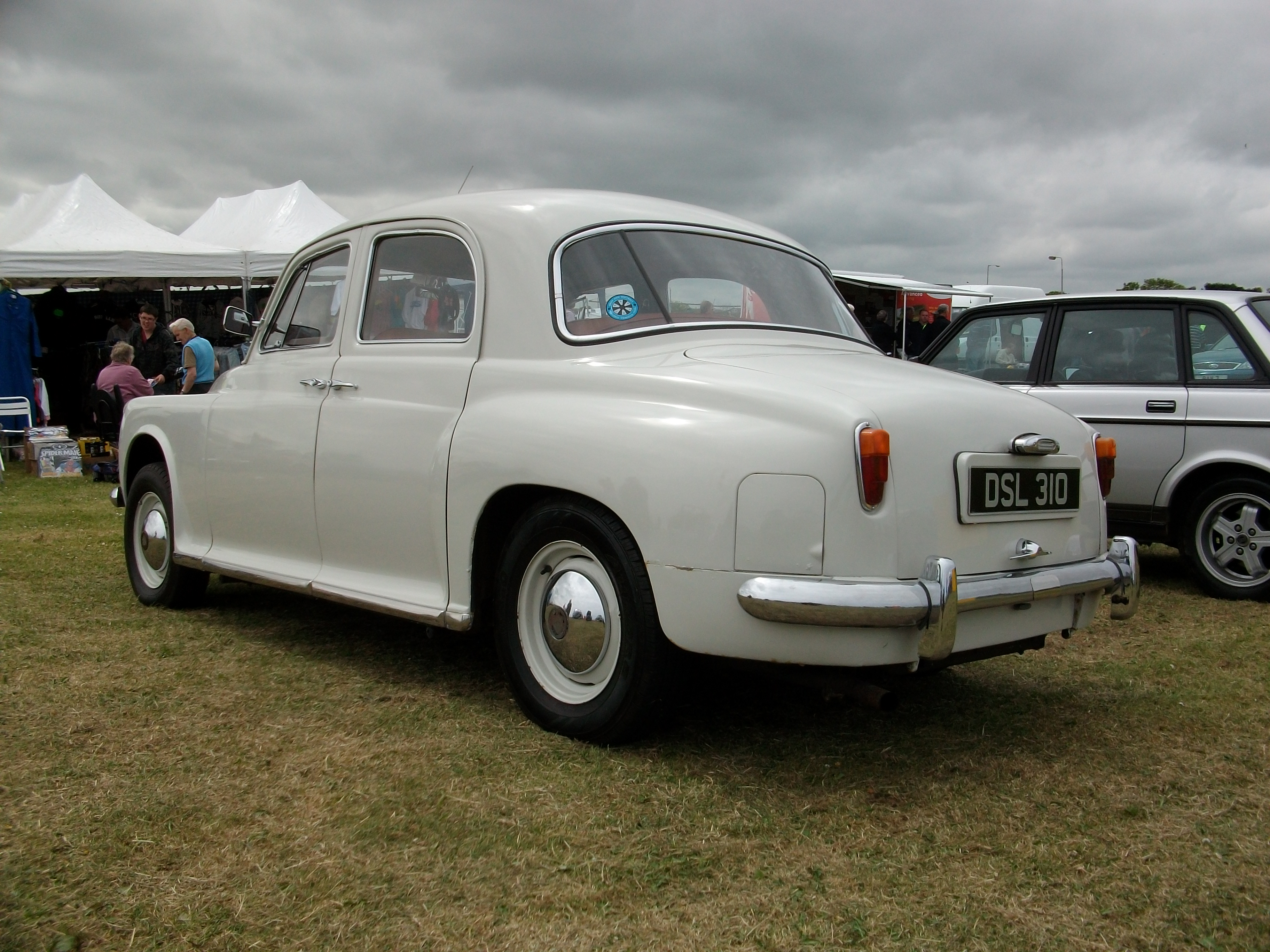
більший багажник
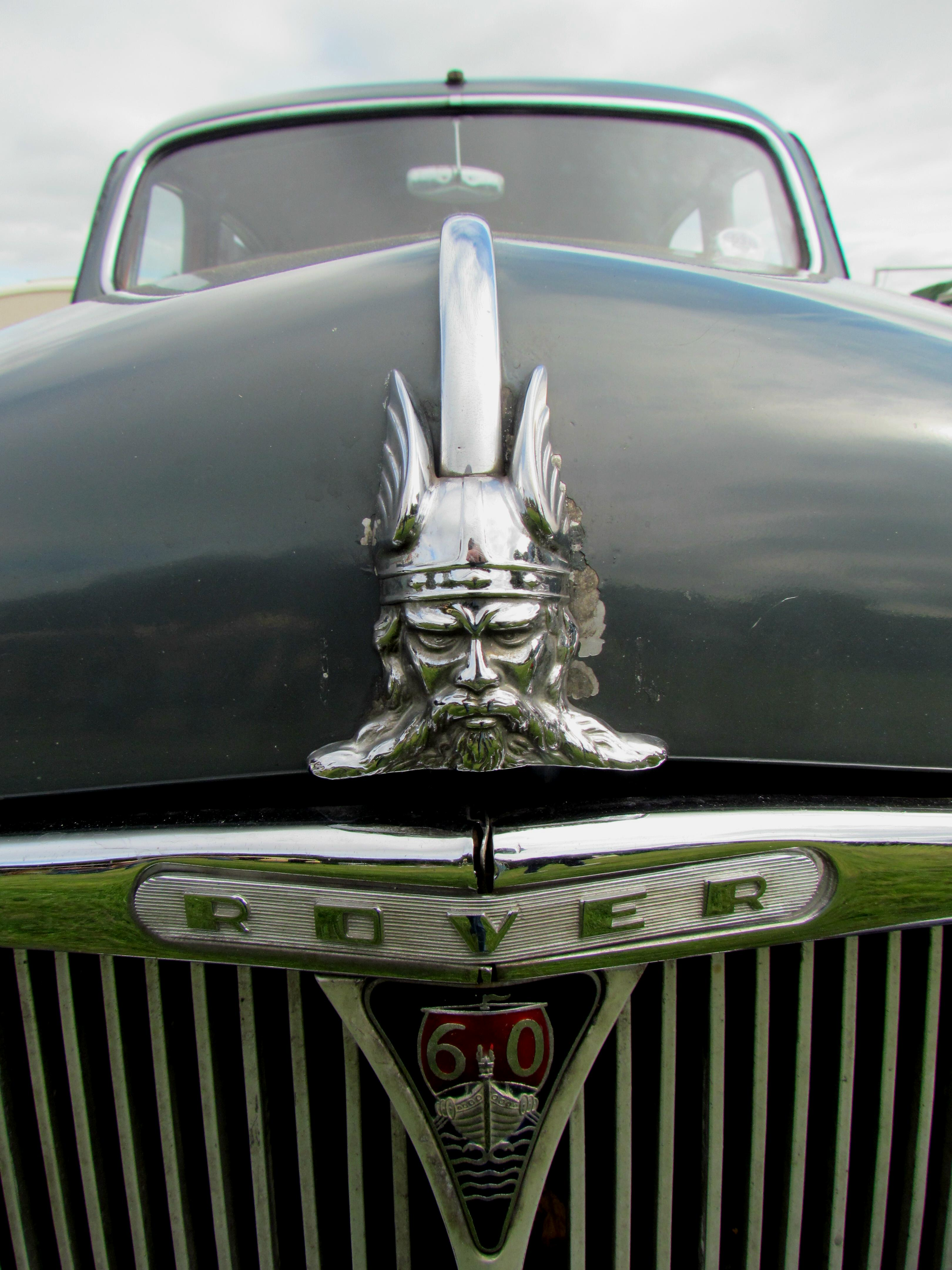

Rover 60 у жовтні 1954 р. отримав спільні з моделями 75 та 90 модифікації: більший багажник, ширше заднє скло, мигаючі індикатори повороту, котрі були представлені на Паризькому автосалоні. Окремі два передні сидіння за додаткову плату були доступними з вересня 1955 р.
Аналогічно покупці «Ровер 60» мали можливість вибору різних передніх сидінь.
Також у вересні 1956 р. змінилась форма передніх крил, з’явились бокові ліхтарі та мигаючі індикатори у різних місцях. Маленький хромований світловідбивач на ободі фари давав змогу водієві стежити за ліхтарями. Підвищувальна передача була опцією.
На випробуванні моделі 60 у 1954 р. журнал The Motor виявив швидкість у 76 миль/год (122,3 км/год) та розгін з 0 до 60 миль/год (97 км/год) за 26,5 с. Витрата палива була 25,8 миль на англійський галон (10,9 л/100 км, 21,5 mpg). Тестовий автомобіль коштував 1162 фунти з податками.
Rover 60 замінив Rover 80, що використовував вдосконалений верхньоклапанний двигун 2286 см³, котрий використовувався у той час на Land Rover. Rover 80 був представлений 24 жовтня 1959 р.

## Rover 90
«Топовий» Rover 90 з потужнішим 2,6-літровим 6-циліндровим двигуном з’явився одночасно з Rover 60 – 24 вересня 1953 р. Особливий вигнутий важіль перемикання передач сконструйований так, щоб забезпечити три місця спереду. Двигун потужністю 90 к. с. (67 кВт) забезпечував максимальну швидкість 145 км/год (90 миль/год).
Заявлений намір компанії «Ровер» полягав у забезпеченні більшої кількості автомобілістів різними за потужністю та ощадливістю автомобілями.
Rover 90 мав зміни аналогічні до Rover 60 та Rover 75: більший багажник, ширше заднє скло й мигаючі індикатори повороту. Усі вони були представлені на Паризькому Автосалоні.
Модель 1956 р. була запущена у виробництво в вересні 1955 р. Окремі передні сидіння з незалежним регулюванням встановлювані за додаткову плату з’явились одночасно зі збільшенням ступеня стиску двигуна з 6,73:1 до 7,5:1, й потужності до 93 к. с. Обгінна муфта поступилась мультиплікатору Leycock de Normanville. Більш чутливі гальма мали підсилювач. Виїмки з ліхтарями у середній стійці, що були у попередніх 1955 р. моделях зникли. На сидіннях цієї й усіх наступних моделей з’явились складки.
У вересні 1956 р. змінилась форма передніх крил з боковими ліхтарями й мигаючими індикаторами у різних місцях. Малий хромований відбивач на ободі фари давав змогу водію слідкувати за роботою бокових ліхтарів.

Протестований Rover 90 в 1954 р. журналом The Motor мав максимальну швидкість 90 миль/год (144,8 км/год), розгін з 0 до 60 миль/год (97 км/год) за 18,9 с. Витрата палива у 20,3 миль на англійський галон (13,9 л/100 км, 16,9 mpg). Тестовий автомобіль коштував 1297 фунтів разом з податками. Власники дев’яностої моделі помічали, що незважаючи на м’яку та комфортну підвіску, на поворотах автомобіль міг розкачуватись й викликати незначну нудоту у пасажирів. Також двигун був настільки тихим, що стоячи на світлофорі можна було не помітити, що він заглох.

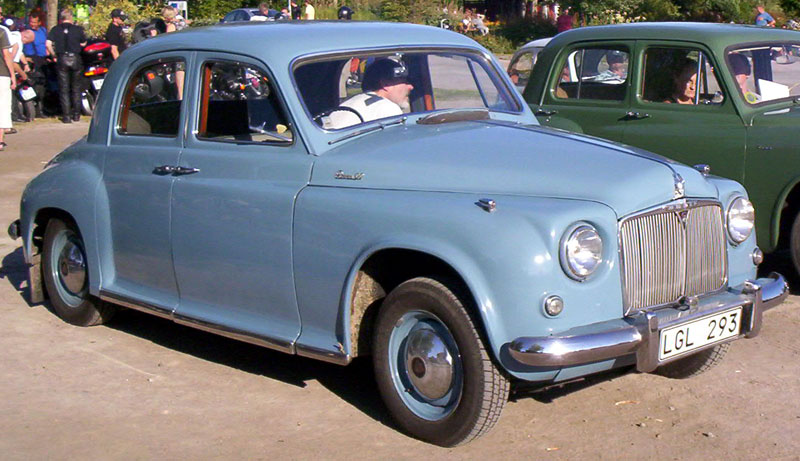
ранній автомобіль з висувними "поворотами" та світловідбивачами
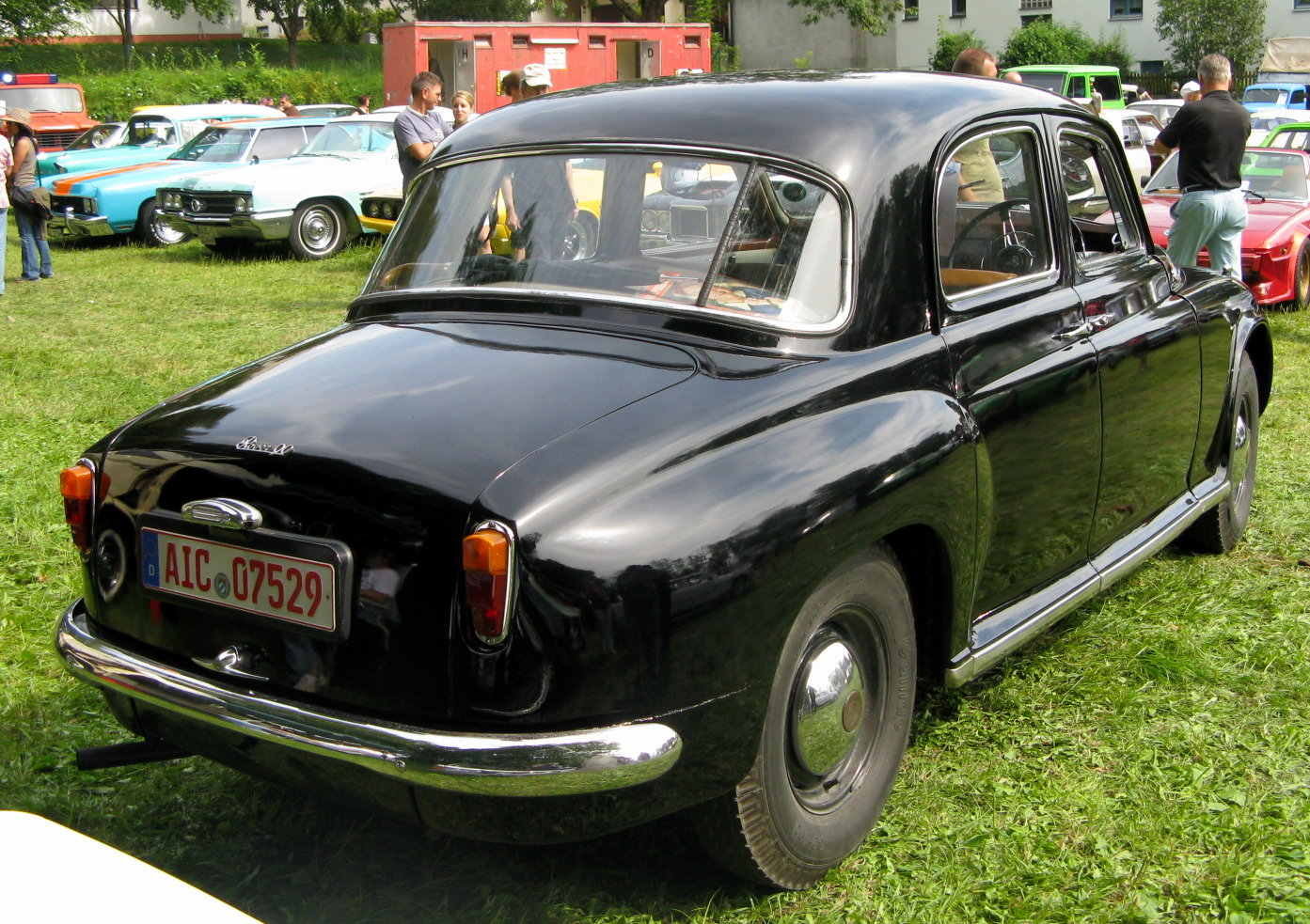
великий багажник та мигаючі "повороти"
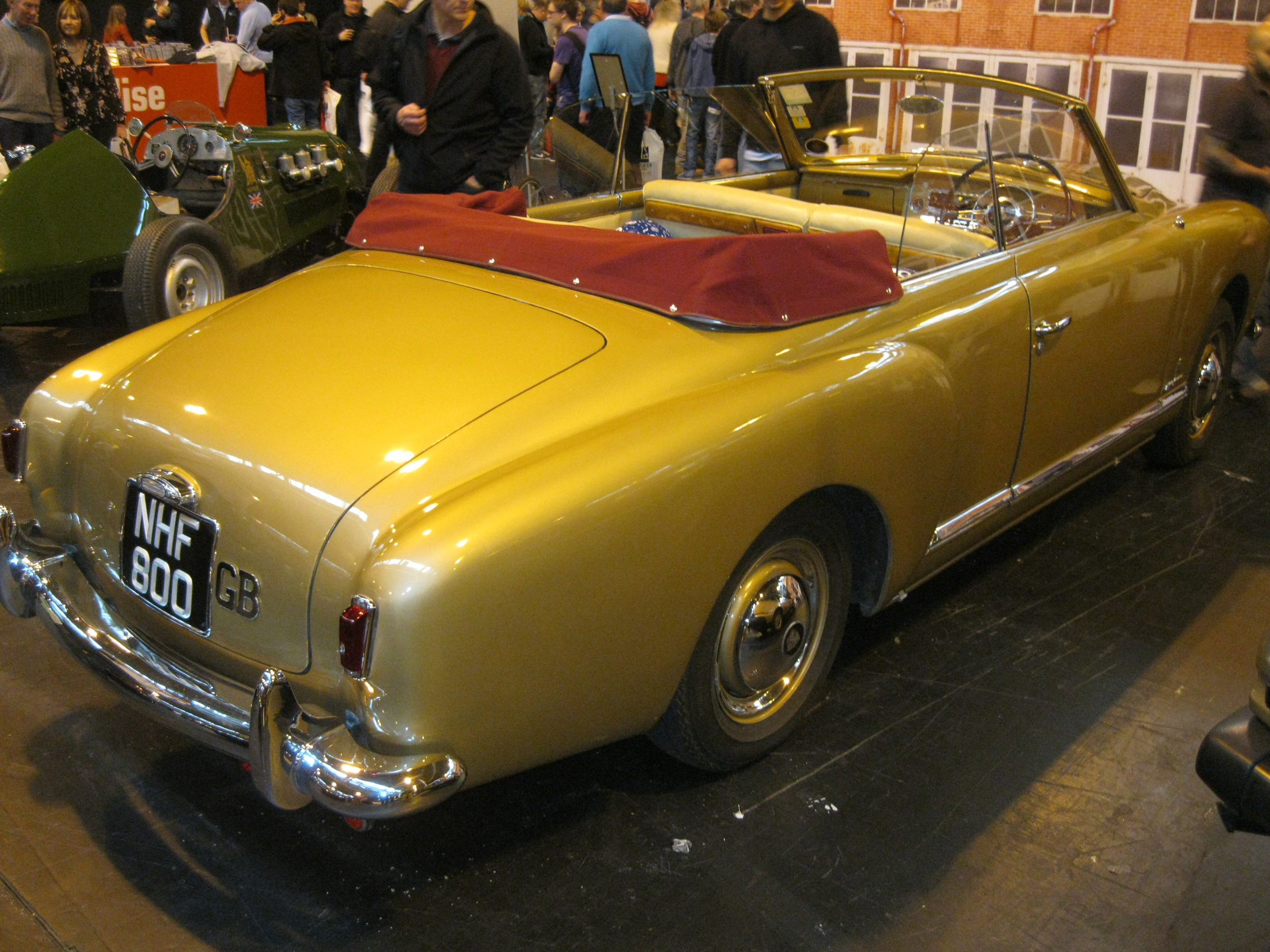
купе-кабріолет від Pininfarina

У жовтні 1959 р. з’явився наступник Rover 100. До цього часу було виготовлено 35903 екземпляри Rover 90, найбільш популярного з серії Р4.

## Rover 105R, 105S та 105
Анонсовані 16 жовтня 1956 р. Rover 105R та 105S мали 2,6-літрові двигуни моделі 90 зі ступенем стиску 8,5:1. Більший ступінь стиску став можливим завдяки широкому розповсюдженню високооктанового палива. Двигун з двома SU-карбюраторами мав потужність 108 к. с. (80 кВт). Обидві 105-ті моделі мали зміни в салоні. 105S відрізняли окремі передні сидіння, прикурювач, хромовані ободки на колесах та дві додаткові фари Lucas SFT 576. Щоб мінімізувати ціну моделі 105R це обладнання не було стандартним, на відміну від дорожчої версії 105R De Luxe.
На 105R встановлювалась єдина британська автоматична коробка передач Roverdrive – власна розробка компанії. В інших випадках на автомобілях встановлювали американські, зокрема Borg-Warner. Агрегат являв собою двоступінчасту автоматичну коробку (аварійна низька передача, що може вмикатись автоматично й режим руху) з підвищувальним редуктором, загалом три передачі переднього ходу. 105S мала механічну трансмісію з мультиплікатором Laycock de Normanville, що містив керуванням переходу на нижчу передачу. 105S досягала максимальної швидкості у 163 км/год (101 миль/год).
Журнал The Motor протестував 105R De luxe у 1957 р. й виявив у автомобіля максимальну швидкість 93 милі/год (151 км/год) та розгін з 0 до 60 миль/год (97 км/год) за 23,1 с. Витрата палива 23,6 миль/англійський галон (12 л/100 км, 19,7 mpg). Тестовий автомобіль коштував 1696 фунтів включаючи податок у 566 фунтів.
Виробництво лінійки 105 закінчилось у 1958 р., 105R у 1958 р., а версії 105S з механічною трансмісією у 1959 р. Всього було виготовлено 10781 автомобілів, дві третини з яких з механічною коробкою передач. У 1959 р. версії з механічною коробкою йменувались просто як 105, а комплектація, зокрема аксесуари були мінімізовані в рівень з іншими моделями.
Rover 100, анонсований у жовтні 1959 р. позиціонувався як заміна Rover 90 та Rover 105.

## Rover 80
3-літровий Р5 став виготовлятись з вересня 1958 р., а в цей час застаріваюча серія Р4 зменшилась до двох автомобілів: 4-циліндрового Rover 80 та Rover 100 (обидва з’явилися 24 жовтня 1959 р.). Двигун моделі 80 – 2,3 л, 4-циліндровий рядний, верхньоклапанний модифікований від Land Rover, повністю відрізнявся від інших. Потужність 80 к. с. (59 кВт) забезпечувала максимальну швидкість в 137 км/год (85 миль/год). Гальма Girling з передніми дисковими механізмами (діаметр диска 270 мм/10,8 дюйма) мали гідропривід з вакуумним підсилювачем. Шини стали ширші. Підвищувальна передача (overdrive) вмикалась тільки на вищій передачі й була стандартною для 4-ступеневої трансмісії. Серед опцій: радіо, двоколірне пофарбування, а також суцільне чи окремі передні сидіння. Ці опції також стосувались моделі 100 (див. вище).
4-циліндрові автомобілі ніколи не були популярними - їх було виготовлено всього 5900. Виробництво тривало три роки, після чого, у вересні 1962 р. їх місце зайняв Rover 95.

Журнал The Motor, що протестував модель 80 у 1961 р. зазначав максимальну швидкість у 82,9 миль/год (133,4 км/год), розгін з 0 до 60 миль (97 км/год) за 22,4 с. Витрата палива – 23,5 миль/англійський галон (12,0 л/100 км, 19,6 mpg). Тестовий автомобіль коштував 1396 фунтів, включно з податками у 411 фунтів.

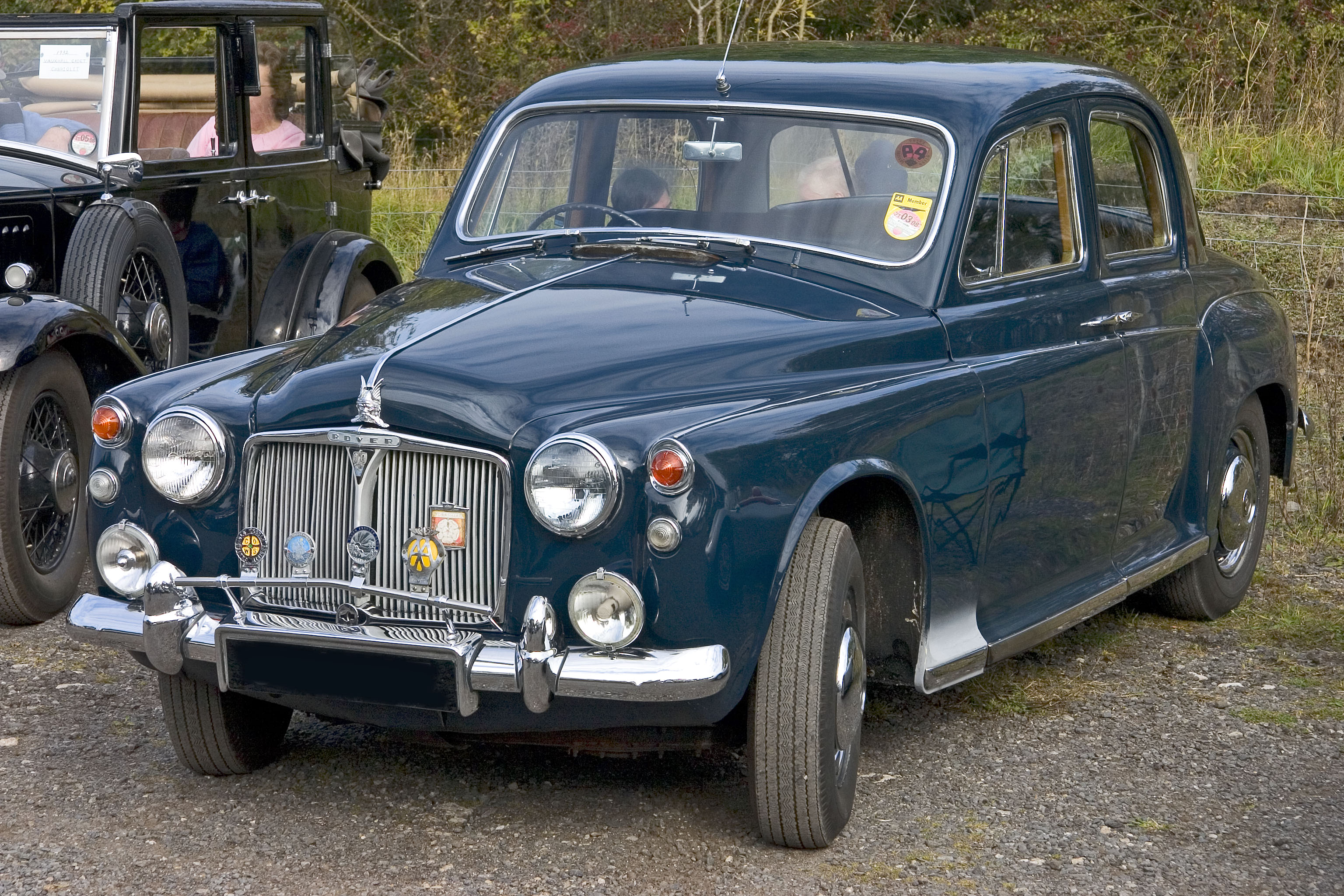
Rover 80
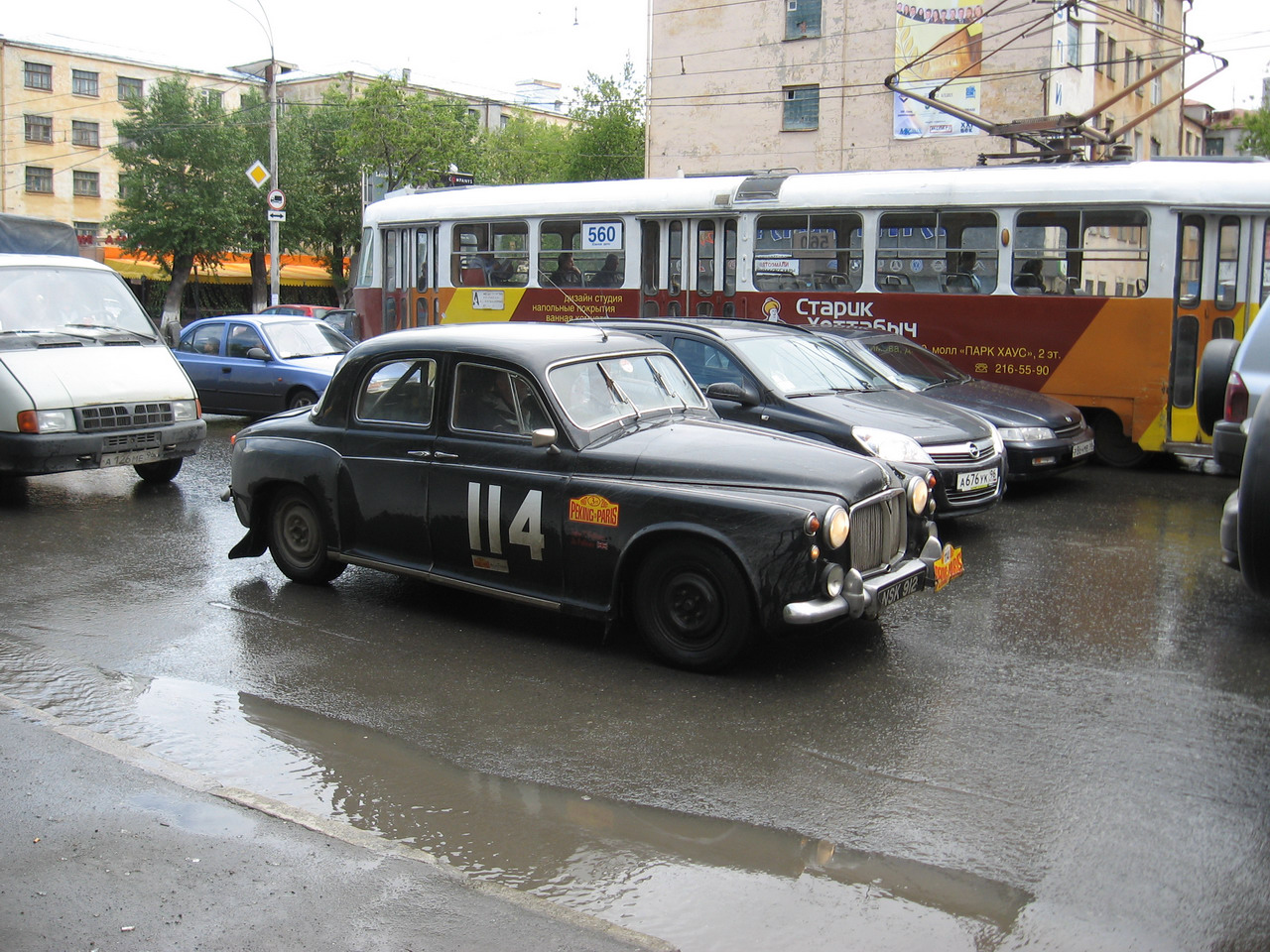
Rover 80 на ралі від Пекіну до Парижу 2007

## Rover 100
Rover 90 та Rover 100 замінили потужнішім Rover 100 представленим 24 жовтня 1959 р. Новий 2,6-літровий (160 куб. дюймів) 6-циліндровий рядний двигун з механізмом газорозподілу типу ІОЕ являв собою 3-літровий двигун від Р5 зі меншим ходом поршня. «Ровер 100» розвивав 161 км/год (100 миль/год). Люксовий салон з використанням дерева та шкіри, викривлений важіль стоянкового гальма створювали образ традиційного британського автомобіля. Можна було замовити суцільний диван чи окремі передні сидіння. Опалювач був стандартним обладнанням. Подібно до меншої 80-ї моделі, 100-та мала гідравлічний гальмівний привід з вакуумним підсилювачем, дискові гальма спереду та барабанні ззаду. Підвищувальна передача, що вмикалась тільки на вищій передачі, була стандартним обладнанням.
Виробництво закінчилось у 1962 р., до якого було виготовлено 16521 автомобіль.

Протестований «Ровер 100» у 1960 р. журналом The Motor мав максимальну швидкість 92,1 милі/год (148 км/год), розгін з 0 до 60 миль/год (97 км/год) за 17,6 с й витрату палива 23,9 миль/англійський галон (11,8 л/100 км, 19,9 mpg). Тестований автомобіль коштував 1538 фунтів включаючи податки.

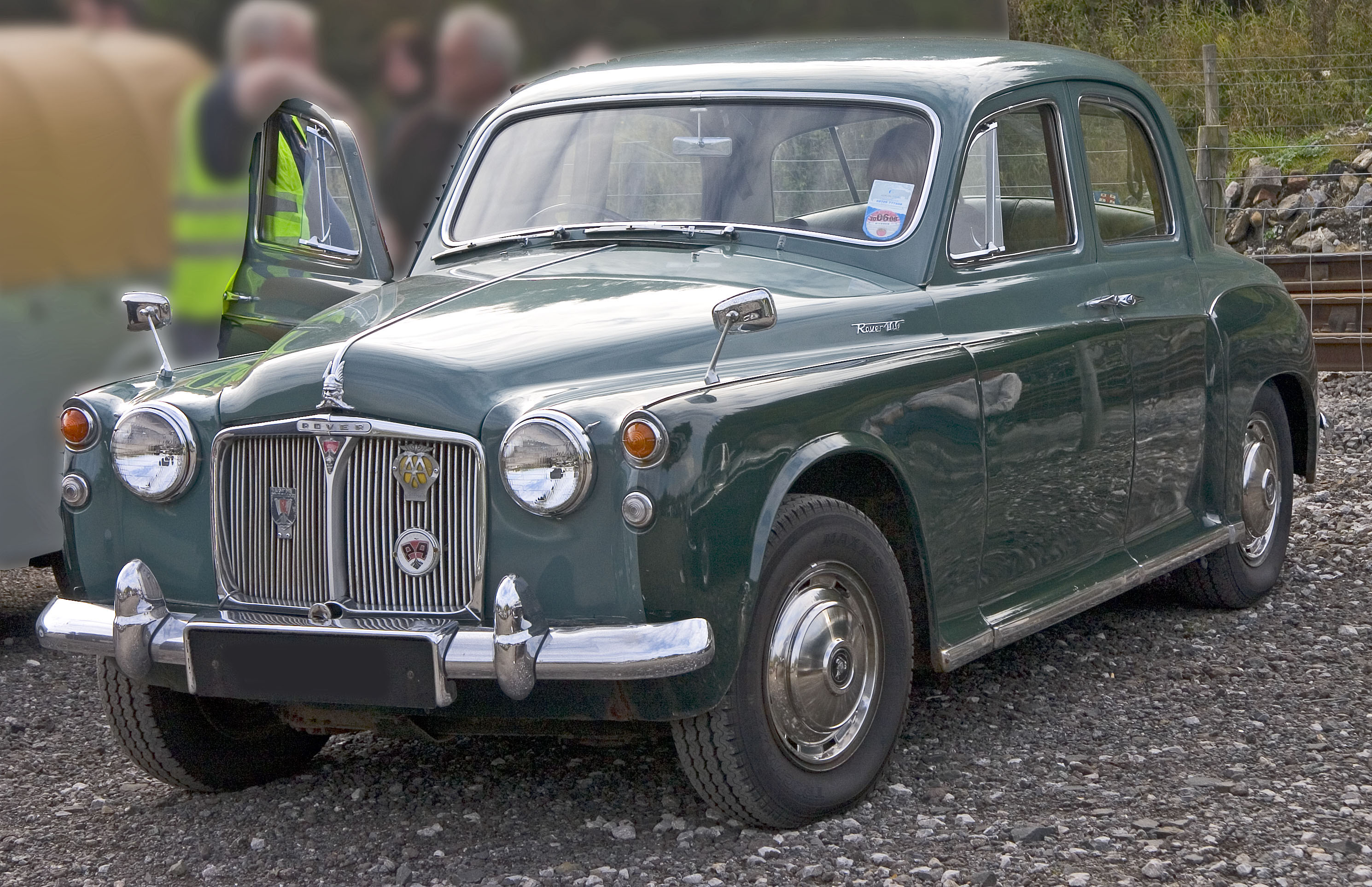
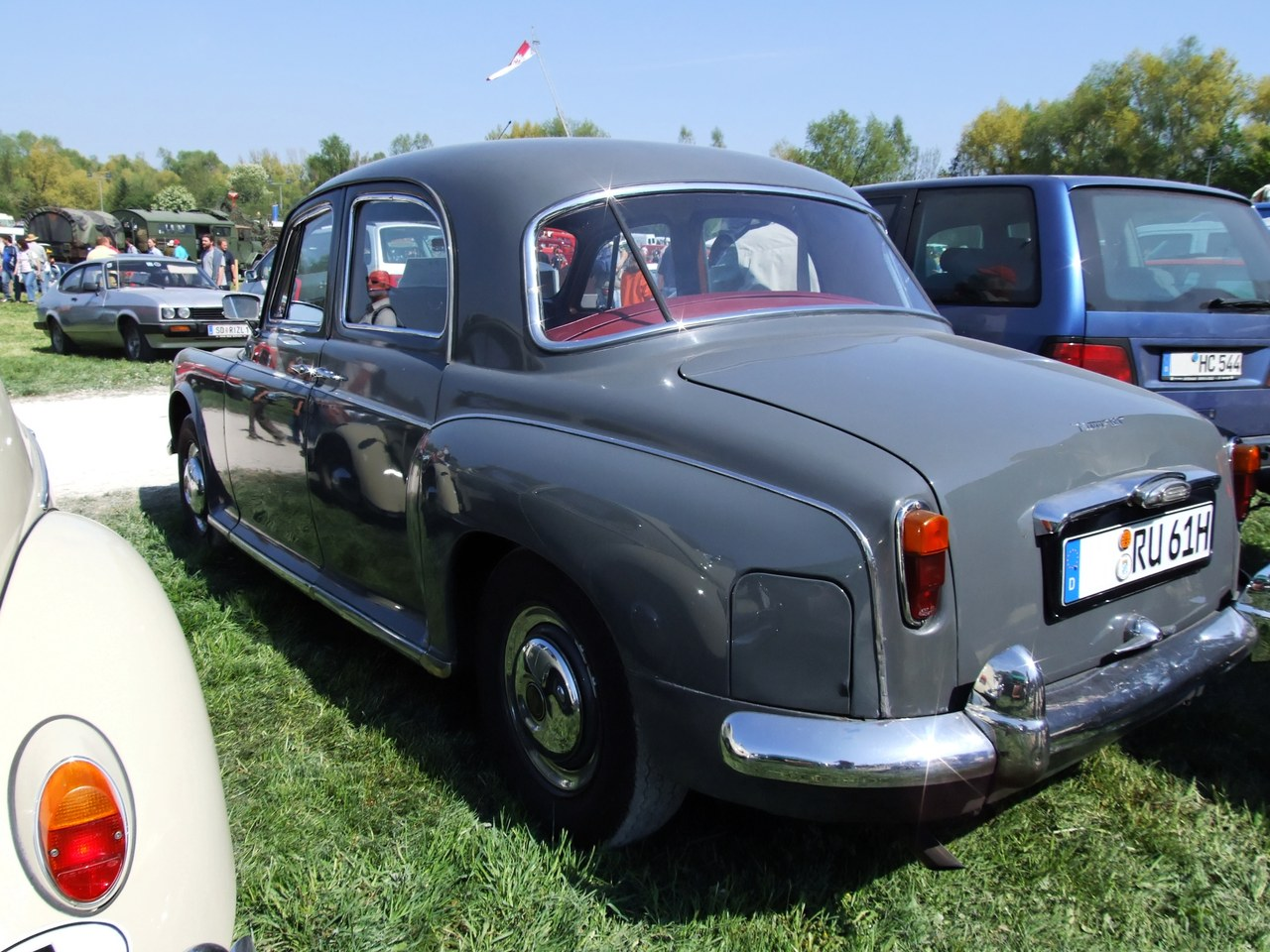

## Rover 95 та Rover 110
Останніми представниками серії були моделі 95 та 110. Rover 95 являв собою економний варіант Rover 100, що пропонувався за ціною 4-циліндрового Rover 80, якого замінив. Rover 110 – той самий Rover 100, але з потужнішим двигуном. З’явившись 27 вересня 1962 р. дані автомобілі представляли кінець своєї ери. Для зниження вартості на них встановлювались сталеві двері замість алюмінієвих. Усе обладнання включало тільки електричні склоочисники. Хоча зникла автоматична коробка передач Rovermatic, підвищувальна передача на моделі 110 була в стандартній комплектації. Модель 95 мала більше передатне число диференціала (3,9:1)

Обидва автомобілі комплектувались 2,6-літровою (160 куб. дюймів) версією ІОЕ двигуна. Широке розповсюдження високооктанового палива дозволило збільшити ступінь стиску до 8,8:1, що забезпечило потужність двигуна в 123 к. с. (91 кВт) на 110 моделі, що використовувала спеціальну головку блоку Weslake, а на моделі 95 – 102 к. с. (76 кВт).

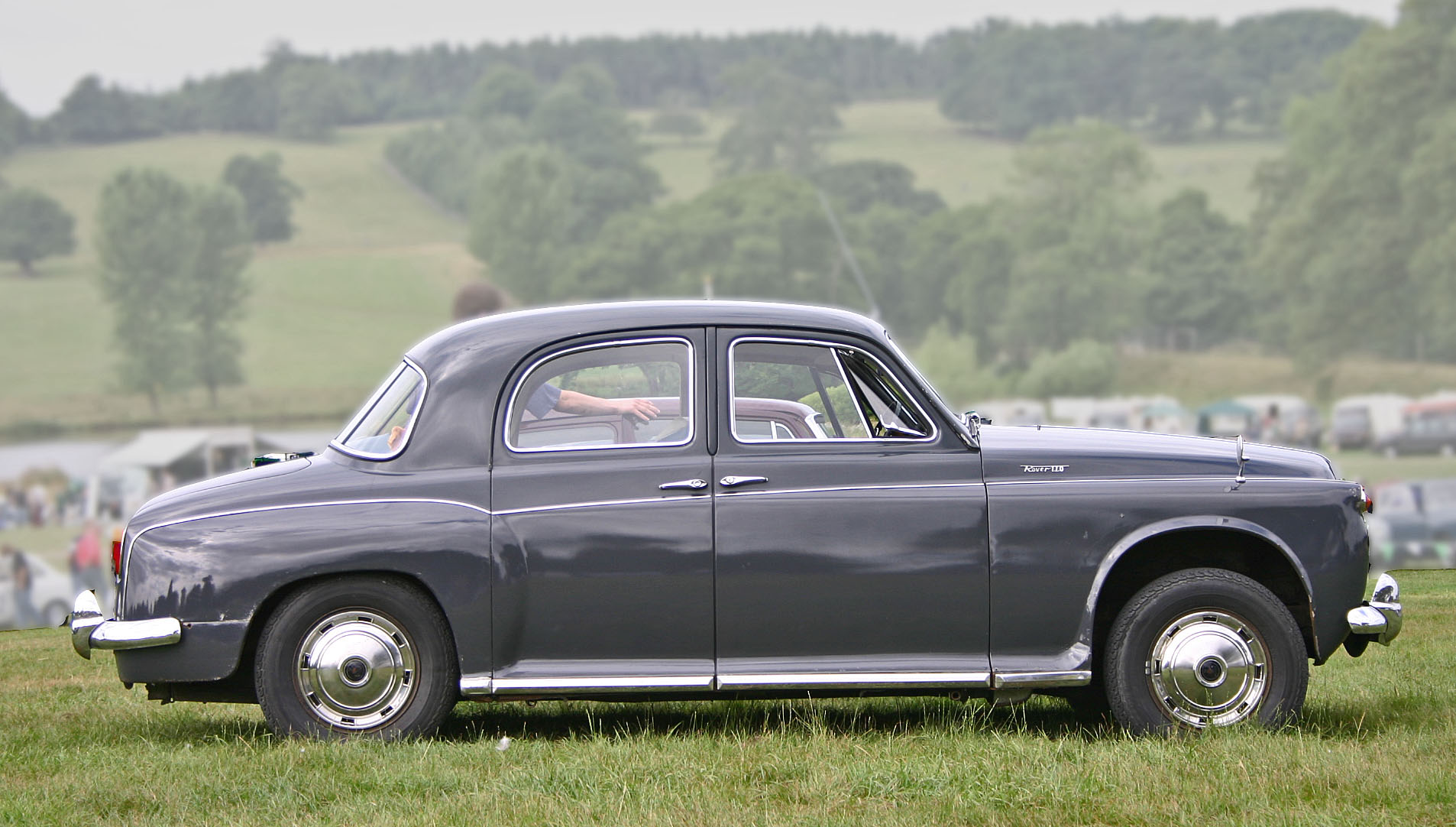
110 вигляд збоку
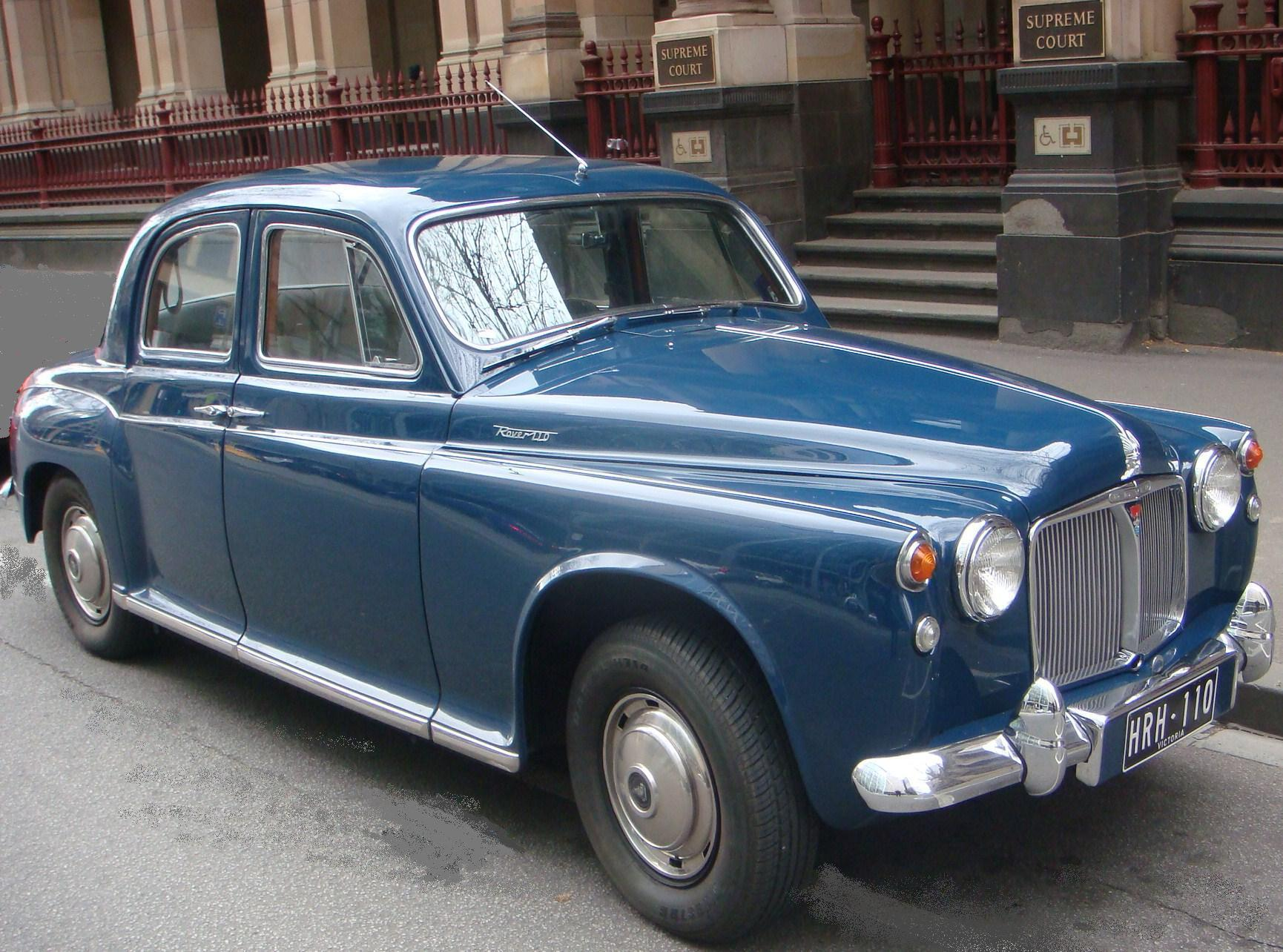
110 у Австралії
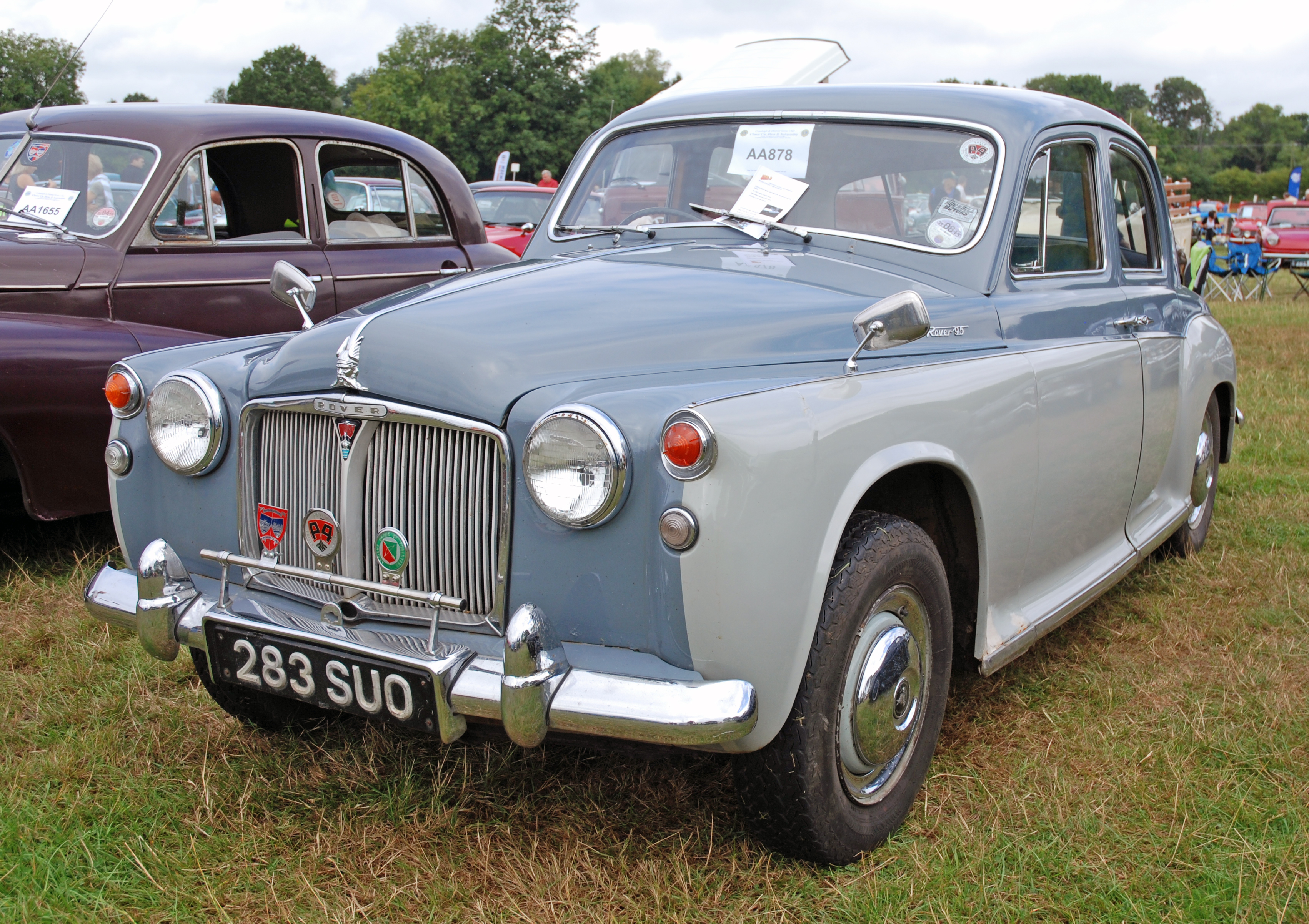
Rover 95 лютого 1964

Після 15 річної успішної ходи, Rover 95 та 110 були замінені зовсім новим Rover 2000, представленим 9 жовтня 1963 р. Однак попередники були доступними до 1964 р.

## Автомобілі з газотурбінним двигуном

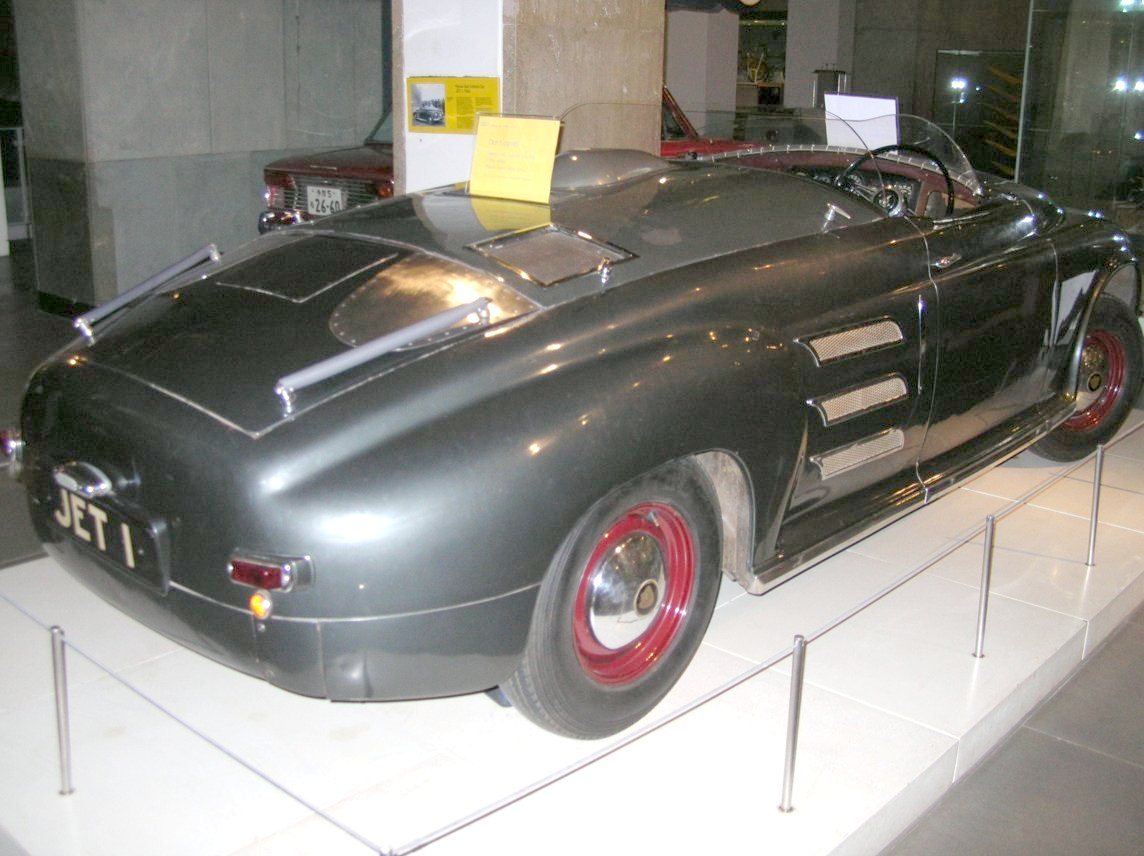
Rover JET 1 - автомобіль з газотурбінним двигуном у Лондонському музеї науки

Платформа Р4 була використана у газотурбінній програмі компанії «Ровер». Прототип JET 1 представили публіці у Сполученому Королівстві та Сполучених Штатах у 1950 р. та у 1952 р. провели швидкісне випробовування на трасі у Бельгії. JET 1, середньомоторний двомісний родстер мав кузовні панелі Р4. Оригінальний JET 1 виставляється у Лондонському музеї науки.
Два наступних прототипи з газотурбінними двигунами також були виконані на базі Р4. Т2 мав 4-дверний кузов передньо розміщений двигун. Однак з’явились проблеми, що примусили «Ровер» відмовитись від передньомоторного варіанту й перебудувати автомобіль: Т2А мав двигун за задніми колесами.

## Зовнішні посилання
Вебсайт спілки власників Rover P4 у Австарлії  www.roverp4dg.asn.au
Спілка власників Rover P4 у Великій Британії  www.roverp4dg.org.uk [Архівовано 16 червня 2021 у Wayback Machine.]
Сторінка на Facebook спілки власників Rover P4 у Австралії:  https://www.facebook.com/#!/groups/RoverP4DriversAustralia/ [Архівовано 28 травня 2019 у Wayback Machine.]